# روبرت إف كولسبري
روبرت إف كولسبري (بالإنجليزية: Robert F. Colesberry)‏ مواليد 7 مارس 1946 في فيلادلفيا، الولايات المتحدة - الوفاة 9 فبراير 2004 في نيويورك، نيويورك، الولايات المتحدة، هو ممثل ومنتج أمريكي بدأ مسيرته الفنية سنة 1977. امتدت مسيرته الفنية لأكثر من 27 عاما.

## الأعمال
- مسيسيبي تحترق
- ملك الكوميديا

## روابط خارجية
- روبرت إف كولسبري على موقع IMDb (الإنجليزية)
- روبرت إف كولسبري على موقع ألو سيني (الفرنسية)
- روبرت إف كولسبري على موقع أول موفي (الإنجليزية)
- روبرت إف كولسبري على موقع قاعدة بيانات الأفلام السويدية (السويدية)
- روبرت إف كولسبري على موقع قاعدة بيانات الفيلم (الإنجليزية)
- روبرت إف كولسبري على موقع كينوبويسك (الروسية)